# Rochov (Úštěk)
Rochov (německy Rochow) je vesnice, část města Úštěk v okrese Litoměřice. Nachází se asi pět kilometrů jižně od Úštěku. Rochov leží v katastrálním území Rochov u Tetčiněvsi o rozloze 5,34 km².

## Historie
První písemná zmínka pochází z roku 1335. Listinné záznamy ze 14. století potvrzují, že o něco na jih od dnešního Rochova stávala vladycká tvrz rytířů z Rochova. Přibližně roku 1335 sídlil na Rochově Čeněk a po něm jeho synové. Roku 1391 patřilo rochovské zboží Chvalovi z Tetčiněvse. V letech 1451–1471 patřil Rochov rytíři Protivci z Rochova. V první polovině 16. století se již mluví o rochovské tvrzi jako o pusté. Takovou ji roku 1528 získali úštěčtí Sezimové a se vsí Rochovem natrvalo spojili s Úštěkem. Roku 1820 měl Rochov 58 domů s 293 obyvateli. V roce 1945 byl sice Rochov zcela osídlen, ale okresní osídlovací komise vytvořila z 65 popisných čísel jen 34 provozuschopných usedlostí a čtyři domky bez polností.

## Obyvatelstvo
Při sčítání lidu v roce 1921 zde žilo 272 obyvatel (z toho 146 mužů), z nichž bylo šest Čechoslováků a 266 Němců. Kromě jednoho člena nezjišťovaných církví byli římskými katolíky. Podle sčítání lidu z roku 1930 měla vesnice 288 obyvatel: tři Čechoslováky, 280 Němců a pět cizinců. Kromě jednoho evangelíka a jednoho člověka bez vyznání se hlásili k římskokatolické církvi.
|                                                                     | 1869 | 1880 | 1890 | 1900 | 1910 | 1921 | 1930 | 1950 | 1961 | 1970 | 1980 | 1991 | 2001 | 2011 |
| ------------------------------------------------------------------- | ---- | ---- | ---- | ---- | ---- | ---- | ---- | ---- | ---- | ---- | ---- | ---- | ---- | ---- |
| Obyvatelé                                                           | 304  | 293  | 324  | 296  | 285  | 272  | 288  | 162  | 108  | 79   | 55   | 38   | 35   | 43   |
| Domy                                                                | 58   | 58   | 58   | 59   | 59   | 58   | 59   | 53   | .    | 21   | 19   | 16   | 20   | 38   |
| Počet domů z roku 1961 je zahrnut v domech místní části Tetčiněves. |      |      |      |      |      |      |      |      |      |      |      |      |      |      |

## Kulturní památky
- Klášterní zemědělský dvůr čp. 2
- Kaple Panny Marie
- Vodní mlýn
- Venkovský dům čp. 6
- Venkovský dům čp. 10
- Venkovská usedlost čp. 18
- Venkovský dům čp. 39
- Venkovský dům čp. 41